# Sid Ahmed Boulil
 (juin 2025).
La mise en forme du texte ne suit pas les recommandations de Wikipédia : il faut le « wikifier ».
Les points d'amélioration suivants sont les cas les plus fréquents :
- Les titres sont pré-formatés par le logiciel. Ils ne sont ni en capitales, ni en gras.
- Le texte ne doit pas être écrit en capitales (les noms de famille non plus), ni en gras, ni en italique, ni en « petit »…
- Le gras n'est utilisé que pour surligner le titre de l'article dans l'introduction, une seule fois.
- L'italique est rarement utilisé : mots en langue étrangère, titres d'œuvres, noms de bateaux, etc.
- Les citations ne sont pas en italique mais en corps de texte normal. Elles sont entourées par des guillemets français : « et ».
- Les listes à puces sont à éviter, des paragraphes rédigés étant largement préférés. Les tableaux sont à réserver à la présentation de données structurées (résultats, etc.).
- Les appels de note de bas de page (petits chiffres en exposant, introduits par l'outil «  Source ») sont à placer entre la fin de phrase et le point final[comme ça].
- Les liens internes (vers d'autres articles de Wikipédia) sont à choisir avec parcimonie. Créez des liens vers des articles approfondissant le sujet. Les termes génériques sans rapport avec le sujet sont à éviter, ainsi que les répétitions de liens vers un même terme.
- Les liens externes sont à placer uniquement dans une section « Liens externes », à la fin de l'article. Ces liens sont à choisir avec parcimonie suivant les règles définies. Si un lien sert de source à l'article, son insertion dans le texte est à faire par les notes de bas de page.
- La présentation des références doit suivre les conventions bibliographiques. Il est recommandé d'utiliser les modèles {{Ouvrage}}, {{Chapitre}}, {{Article}}, {{Lien web}} et/ou {{Bibliographie}}. Le mode d'édition visuel peut mettre en forme automatiquement les références.
- Insérer une infobox (cadre d'informations à droite) n'est pas obligatoire pour parachever la mise en page.

Pour une aide détaillée, merci de consulter Aide:Wikification.
Si vous pensez que ces points ont été résolus, vous pouvez retirer ce bandeau et améliorer la mise en forme d'un autre article.

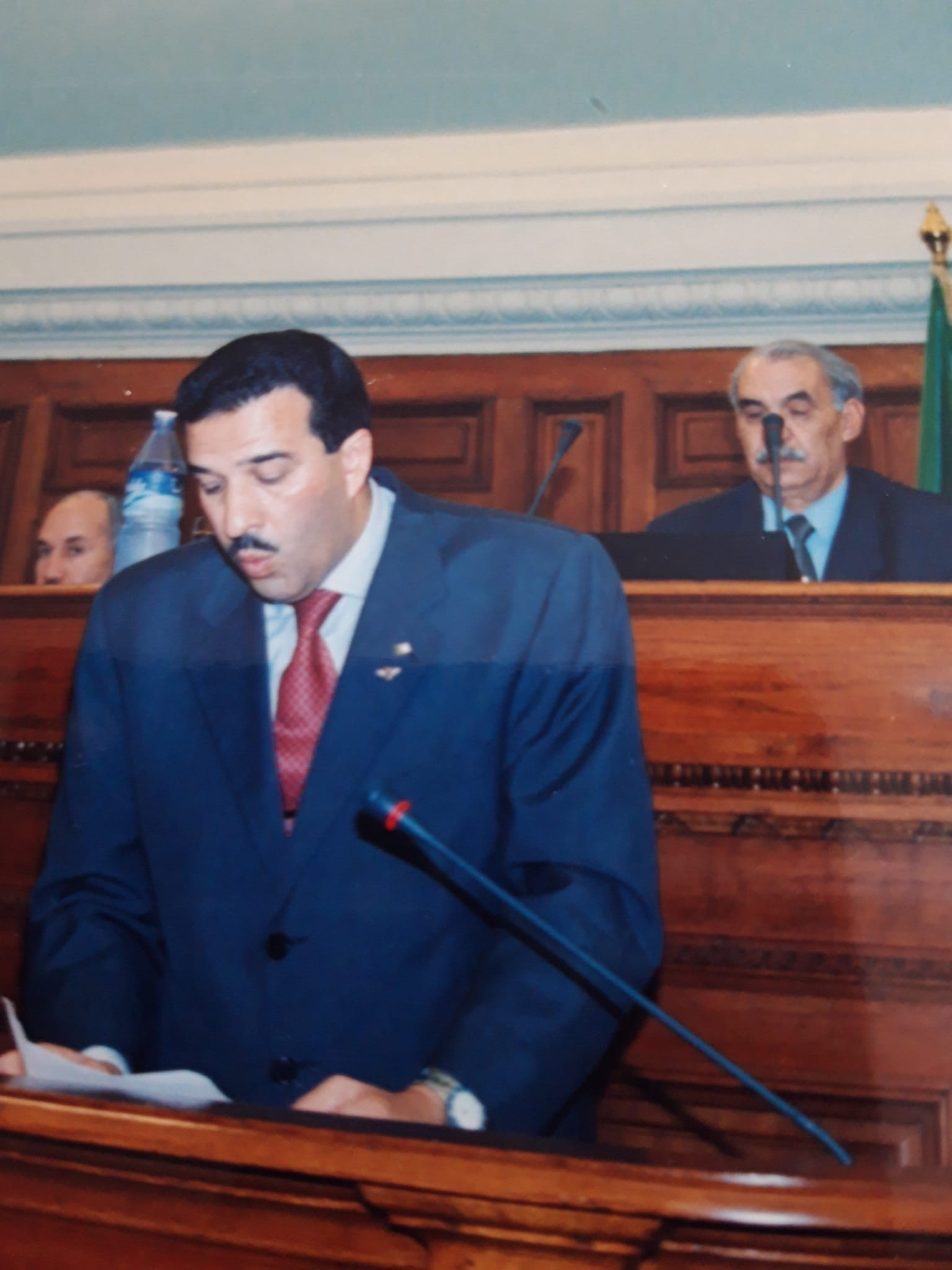
Sid Ahmed Boulil, ancien ministre algérien des Transports

Sid Ahmed Boulil, né le 17 décembre 1953 à Oran, est un homme politique algérien, ancien ministre des Transports, député à l’Assemblée populaire nationale (APN), ingénieur spécialisé en aéronautique et membre du Mouvement de la Société pour la Paix (MSP). Il occupe également le poste de secrétaire national aux relations extérieures et à la communauté au sein du MSP.

## Biographie
Originaire d'Oran, Sid Ahmed Boulil effectue ses études secondaires au lycée Lotfi d'Oran. Il poursuit ensuite une licence en physique à l'Université d'Oran Es-Senia, dont il est diplômé en 1977.
Après ses études en Algérie, il part aux États-Unis, où il obtient un Master of Science puis un Master of Engineering en ingénierie aérospatiale au sein du department of Aeronautics and Astronautics de l'University of Washington à Seattle.
Il est marié et père de quatre enfants.

## Carrière politique
Sid Ahmed Boulil est élu député à l'Assemblée populaire nationale (APN) pour la wilaya d'Oran lors des élections législatives du 30 mai 2002. Durant son mandat parlementaire, il préside la Commission des transports et des communications. 
Il est nommé ministre des Transports le 24 juin 1997dans le gouvernement dirigé par Ahmed Ouyahia (gouvernement Ouyahia II), où il crée et co-préside alors le Comité de coordination travaux publics/transport ; il est reconduit dans ses fonctions dans le gouvernement Hamdani, fonctions qu'il exerce jusqu’au 23 décembre 1999.
Puis, en tant que chargé des relations extérieures au sein du MSP et dans le contexte des élections législatives algériennes de 2012, il exprimera des regrets quant à la participation du parti au sein du gouvernement, déclarant : « car pour tout vous dire, bien que les élections chez nous ne soient jamais totalement honnêtes, nous avions peur d’être sanctionnés du fait que nous étions auparavant dans le gouvernement ».

## Réalisations
En tant que ministre, il supervise la modernisation de plusieurs infrastructures de transport et le renforcement du secteur aérien et ferroviaire algérien (à compléter avec des exemples précis si disponibles).
Par ailleurs, Sid Ahmed Boulil a contribué à l’organisation interne du Centre National pour l’Étude et la Recherche en Inspection Technique Automobile (CNERITA), renforçant ainsi les capacités techniques en matière d’inspection automobile.